# EMedicine
eMedicine.com, Incorporated je spletna klinična medicinska baza znanja, ki  so jo  leta 1996 ustanovili Scott Plantz, MD FAAEM, dr. Jonathan Adler, dr. MS FACEP FAAEM, računalniški inženir Jeffrey Berezin.  Temeljni koncept je bil ustvariti veliko skladišče medicinskih vsebin na strokovni ravni, ki bi jih bilo mogoče pri klinični oskrbi in zdravniškem izobraževanju sproti posodabljati in nenehno uporabljati.  Spletna stran eMedicine je sestavljena iz približno 6.800 medicinskih preglednih člankov, od katerih je vsak povezan z enim od 62 kliničnih specializiranih "učbenikov".  Pediatrija, na primer, ima 1050 člankov, ki so organizirani v 14 še bolj specializiranih "učbenikov" (pediatrična endokrinologija, genetika, kardiologija, pulmologija itd.); področje urgentne medicine ima 630 izdelkov, interna medicina pa blizu 1400.  Skupaj s preostalimi specialističnimi učbeniki (npr. Nevrologija, Ortopedija, Oftalmologija itd.) vsebuje eMedicina več ko 6800 člankov.  Poleg tega baza znanja vključuje več kot 25.000 klinično multimedijskih datotek (npr. fotografije, študije slikanja, avdio datoteke, video datoteke). Pri ustvarjanju spletne vsebine za lastniški sistem za nadzorovano učenje (LMS) prve generacije je sodelovalo več kot 11.000 strokovnjakov s področja zdravstvenega varstva (95% + zdravniki, 95% + ZDA). Za tako zbrano vsebino se ocenjuje, da bi, natisnjena na papirju, znašala več kot 1 milijon strani. 
Vsak članek je avtoriziral odbor strokovnjakov, pooblaščenih za podskupino, kateri članek pripada; članek gre skozi tri ravni preverjanja s strani zdravnikov, poleg tega ga pregleda doktor farmacije.  Avtorji članka so identificirani s svojimi trenutnimi fakultetnimi imenovanji.  Vsak članek se posodablja letno ali pogosteje, če pride do sprememb v praksi, datum pa se objavi v članku.  eMedicine.com je bil prodan družbi WebMD januarja 2006 in je na voljo kot  Medscape .